# Oenotrichia tripinnata
Oenotrichia tripinnata là một loài thực vật có mạch trong họ Dennstaedtiaceae. Loài này được (F. Muell. ex Benth.) Copel. miêu tả khoa học đầu tiên năm 1929.